# 駐台北烏蘭巴托貿易經濟代表處
駐台北烏蘭巴托貿易經濟代表處，是蒙古國在臺灣的准官方办事机构。成立於2003年2月14日。